# Kazushige Kirihata
Kazushige Kirihata (født 30. juni 1987) er en japansk fodboldspiller.
Han har spillet for flere forskellige klubber i sin karriere, herunder Kashiwa Reysol.